# Giro dell'Emilia 1971
Il Giro dell'Emilia 1971, cinquantaquattresima edizione della corsa, si svolse il 4 ottobre 1971 su un percorso di 235 km. La vittoria fu appannaggio dell'italiano Gianni Motta, che completò il percorso in 5h49'13", precedendo il danese Ole Ritter e il connazionale Giancarlo Polidori.
Sul traguardo di Bologna 38 ciclisti, su 99 partiti dalla medesima località, portarono a termine la competizione. 

## Ordine d'arrivo (Top 10)
| Pos. | Corridore         | Squadra              | Tempo    |
| ---- | ----------------- | -------------------- | -------- |
| 1    | Gianni Motta      | Salvarani            | 5h49'13" |
| 2    | Ole Ritter        | Dreher               | s.t.     |
| 3    | Felice Gimondi    | Salvarani            | s.t.     |
| 4    | Tomas Pettersson  | Ferretti             | s.t.     |
| 5    | Eddy Merckx       | Molteni              | s.t.     |
| 6    | Wladimiro Panizza | Cosatto-Marsicano    | s.t.     |
| 7    | Gösta Pettersson  | Ferretti             | s.t.     |
| 8    | Roberto Poggiali  | Salvarani            | s.t.     |
| 9    | Italo Zilioli     | Ferretti             | s.t.     |
| 10   | Aldo Moser        | G.B.C.-Itla-TV Color | s.t.     |